# Comité de Expertos de las Naciones Unidas sobre la Gestión Mundial de la Información Geoespacial
El Comité de Expertos de las Naciones Unidas sobre la Gestión Global de la Información Geoespacial ( UN-GGIM por sus siglas en inglés ) es uno de los nueve grupos de expertos del Consejo Económico y Social de las Naciones Unidas (ECOSOC por sus siglas en inglés) y tiene como objetivo fomentar el desarrollo global de la información geoespacial . 

## Sociedades Geoespaciales
Las Sociedades Geoespaciales UN-GGIM (UN-GGIM GS por sus siglas en inglés), anteriormente Junta Conjunta de Sociedades de Información Geoespacial (JBGIS por sus siglas en inglés), es una coalición reconocida por UN-GGIM: 
- Sociedad de Geociencia y Teledetección IEEE
- Asociación Internacional de Geodesia
- Asociación Cartográfica Internacional
- Federación Internacional de Agrimensores
- Unión Geográfica Internacional
- Asociación Internacional de la Industria de Mapas
- Sociedad Internacional para la Tierra Digital
- Sociedad Internacional de Fotogrametría y Teledetección

Además de los miembros de pleno derecho mencionados anteriormente, existen los siguientes miembros observadores del GS de UN-GGIM:
- Organización Hidrográfica Internacional
- Asociación de Sistemas de Información Urbana y Regional